# Казаков, Юрий Михайлович
Юрий Михайлович Казаков (род. 21 мая 1976, с. Бетьки, Рыбно-Слободский район, Татарская ССР, СССР) — доктор технических наук, доцент, ректор Казанского национального исследовательского технологического университета.

## Биография
Юрий Казаков родился 21 мая 1976 в селе Бетьки Рыбно-Слободского района Татарстана. В 1998 году окончил Казанский государственный технологический университет (ныне — Казанский национальный исследовательский технологический университет) по специальности «Технология переработки пластмасс и эластомеров». С 1998 по 2008 год — ассистент, старший преподаватель, доцент Нижнекамского химико-технологического института (филиала Казанского государственного технологического института в Нижнекамске).
23 мая 2003 года в диссертационном совете при КГТУ защитил диссертацию на соискание учёной степени кандидата технических наук на тему «Получение и исследование динамических термоэластопластов на основе шинного девулканизата/СКИ-3/ полипропилена» (научный руководитель — профессор Светослав Вольфсон).
С 2008 года работал заведующим лабораторией научно-исследовательского центра СИБУРа (ООО «НИОСТ») в Томске. В 2011 году назначен директором по науке и технологиям, а в 2014 году — генеральным директором НИОСТ. 
14 сентября 2019 года в диссертационном совете при КНИТУ защитил диссертацию на соискание учёной степени доктора технических наук на тему «Высокотехнологичные ударопрочные композиционные материалы на основе полипропилена с карбоцепными эластомерами, получаемые реакционным компаундированием, для инновационной продукции в автомобильной промышленности».
С 2019 года — руководитель службы «Технологическая экспертиза» ООО «СИБУР» (г. Москва). 
27 мая 2020 года Министр науки и высшего образования России Валерий Фальков подписал приказ о назначении Юрия Казакова временно исполняющим обязанности ректора КНИТУ с 1 июня 2020 года.
10 мая 2023 года Валерий Фальков подписал приказ о назначении Юрия Казакова исполняющим обязанности ректора КНИТУ.
16 мая 2023 года на конференции работников и обучающихся КНИТУ избран ректором вуза. Приказом Минобрнауки России утверждён в должности ректора с 1 августа 2023 по 31 июля 2028 г.

## Научная работа
Юрий Казаков специализируется в области химии и технологии композиционных материалов на основе полиолефинов. 
Автор трех монографий, соавтор двух коллективных монографий, ряда учебных пособий, а также 59 статей в отечественных и зарубежных научных изданиях, включая 12 публикаций в изданиях, индексированных в единой библиографической и реферативной базе данных рецензируемой научной литературы Scopus, владелец десяти патентов.

## Политическая позиция
6 марта 2022 года после вторжения России на Украину подписал письмо в поддержу действий президента Владимира Путина.

## Cемья
Женат, воспитывает двух сыновей.